# Carl-Fredrik Tropp
Carl Adolf Fredrik "Carl-Fredrik" Tropp, född 7 februari 1900 i Stockholm, död där 27 juli 1978, var en svensk premiärdansör.
Carl-Fredrik Tropp var son till kapellmästaren Gustaf Adolf Tropp och Selma Borg samt brorson till Sven, Oscar och Anna Tropp. Han var från 1910 elev vid Kungliga Teaterns balettskola under Gunhild Rosén. Tropp blev vid Kungliga teatern figurant 1917, seconddansör 1922 och var premiärdansör där 1929–1942. Bland hans roller märks Krelantems i Krelantems och Eldeling, Per Svinaherde, Nötknäpparen, Spanske dansören i Gudinnornas strid, Häxan i Sylfiden, Brudgummen i Sånt händer, Äkte mannen i Balen samt uppgifter i ett stort antal divertissemang i operor. Tropp var under de år, då han uppbar de lyriska hjälterollerna i baletterna en tekniskt skicklig dansör och därtill en god mimiker. I det karaktärskomiska facket var han länge den främste kraften vid Kungliga teaterns balett.